# قلب امرأة (كتاب)
كتاب قلب امرأة (1981) هو الجزء الرابع من سلسلة السيَر الذاتية للكاتبة الأميركية، ذات الأصول الأفريقية، مايا أنجيلو. تقول الناقدة ماري جين ليبتون أن «البناء السردي للكتاب ليس له مثيل في كتب السيرة الذاتية في أمريكا»، وترى أنه أكثر الأجزاء «تعمقًا في أفكاره». ويستمد الكتاب عنوانه من قصيدة للشاعرة جورجيا دوغلاس جونسون، مما يربط أنجيلو بأخواتها من الأمريكيات الأفارقة.
تروي مايا أنجيلو في كتاب قلب امرأة بعض الأحداث التي وقعت لها بين عاميّ 1957 و1962؛ فتحكي عن رحلاتها إلى كاليفورنيا، ونيويورك، والقاهرة، وغانا، كما تتحدث عن تربيتها لابنها المراهق، وكيف أصبحت مؤلفة، وعن دورها الفعال في دعم حركة الحقوق المدنية في أمريكا، وأخيرًا عن علاقاتها الغرامية بأحد المدافعين عن الحريات في جنوب أفريقيا. وصف البعض الكتاب بأنه سيرة ذاتية روائية، ولكن الكثير من النقاد، ومعهم أنجيلو، وصفوه بأنه ترجمة ذاتية للكاتبة. ويرى بعض النقاد أن كتاب أنجيلو الأول «أعرف لماذا يغرد الطائر الحبيس» (I Know Why the Caged Bird Sings) هو أفضل أعمالها، إلا أن "قلب امرأة" لاقى ترحيبًا كبيرًا، كما تم اختياره ضمن مجموعة كتب نادي أوبرا للكتاب عام 1997.
عقَّب ليمان هاجن، الناقد المختص بالأدب الأمريكي الأفريقي، على الكتاب قائلًا أن "كتاب قلب امرأة استطاع أن ينتقل بشخصياته الرئيسية إلى حالة من فهم الذات؛ وذلك بفضل تنوع الأفكار وتسلسلها ما بين فكرة البقاء، وتقدير الذات إلى أهمية التعليم المستمر." ويسافر الكتاب مع أنجيلو إلى العديد من الأماكن التي زارتها في أمريكا وأفريقيا، كما تصف أنجيلو أهم رحلاتها بأنها "رحلة إلى الذات. ولقد ناقشت أنجيلو العديد من الأفكار والموضوعات في كتابها، ولعل من أبرز ما ناقشته هو موضوع الأمومة؛ فتحدثت عن تربيتها لابنها المراهق وما مرت به خلال تلك الفترة؛ لتنهي كتابها بمشهد رحيل ابنها للالتحاق بالجامعة وتطلعها من جديد للاستقلال والحرية.

## الخلفية
نُشر كتاب قلب امرأة للكاتبة مايا أنجيلو لأول مرة عام 1981 ضمن مجموعة سِيَرها الذاتية المتكونة من سبعة أجزاء، ولقد ساعد على نجاح هذا الكتاب الشهرة الواسعة التي حظيت بها أنجيلو، خاصًة، بعد النجاح المبهر الذي حققته الأجزاء السابقة، بالإضافة إلي إصدارها لثلاثة كتب شعرية. ومن الجدير بالذكر، أن كتابها الشعري الأول " أعطني شربة ماء باردة قبل أن أموت " (Just Give Me a Cool Drink of Water 'fore I Diiie) قد رُشِحَ لنيل جائزة بوليتزر، كما استطاع كتابها الثالث " سأظل صامدة " (And Still I Rise) قد ثبت أقدامها ككاتبة موهوبة .
يرى الكاتب جوليان مايفيلد أن أعمال أنجيلو تعد مثلًا يحتذى به، ليس للكاتبات الأفريقيات فحسب، بل لكُتّاب السير الذاتية كافة ، وأضاف أن أنجيلو حظيت بالشهرة والاحترام لدورها كناطقة بلسان السود والمرأة من خلال سردها لقصة حياتها. وترى الباحثة جوانه براكستون أن أنجيلو "استطاعت، بلا شك، أن تكون أبرز كاتبة، ذات أصل أفريقي، تكتب سيرًا ذاتية في تاريخ أمريكا"، وأضافت أن أنجيلو من أولى الكاتبات الأفريقيات في أمريكا اللاتي يتحدثن عن حياتهن الخاصة علانية، كما أنها من أولى الذين جعلوا أنفسهم ركيزة لكتاباتهم. ويصف الكاتب هيلتون ألس أنجليو بأنها بارعة في الكشف عن خبايا الذات؛ على استعداد للتركيز على الجوانب السلبية في شخصيتها واختياراتها. عندما أصدرت أنجيلو كتابها الثاني " تجمعوا معًا في اسمي" (Gather Together in My Name) كانت قلقة بشأن رد فعل القراء حيال كشفها عن كونها بغيًا، ولكن زوجها بول دي فو أقنعها بنشر الكتاب وشجعها على أن «تحترم كونها كاتبة وأن تكون صادقة وأمينة وتخبر قرائها بالحقيقة.»
في عام 1957، حيث تبدأ أحداث الكتاب، تقدم أنجيلو عرضًا موسيقيًا على مسرح "أوف برودواى" (off-Broadway) وهو ما يمهد لها طريق الظهور في فيلمها الأول "موجة كاليبسو الحارة" (Calypso Heat Wave) حيث قدمت أنجيلو وغنت موسيقاها الخاصة؛ لكن أنجيلو لم تذكر هذا الأمر في كتابها، كما أنها لم تذكر شيئًا بخصوص إطلاق أول ألبوماتها الموسيقية "ملكة جمال الكاليبسو" (Miss Calypso)، والذي تم إطلاقه مرة أخرى على أسطوانات «سي دي» عام 1995، ويرى هيلتون ألس أن أنجيلو قدمت موسيقى الكاليبسو لأن هذا النوع من الموسيقى كان شائعًا في ذلك الوقت، وأن الأمر ليس نابعًا من موهبتها كفنانة. ولقد أشارت أنجيلو في كتابها "قلب امرأة" أنها تركت الغناء من أجل أن تصبح كاتبة وشاعرة مرموقة؛ وعلى غلاف الألبوم الذي صدر عام 1995، كتب تشاك فوستر أن أنجيلو "لم تعبأ" بمهنتها كمغنية وراقصة كاليبسو ولم تذكرها في كتابها.

### عنوان الكتاب
اقتبست أنجيلو عنوان الكتاب من قصيدة لإحدى شاعرات عصر نهضة هارلم، الشاعرة جورجيا دوغلاس جونسون. ويرى الناقد الأدبي ليمان هاجن أن عنوان الكتاب يبدو «غامضًا ومبهمًا» مقارنًة بعناوين كتبها السابقة، إلا أنه يبدو اختيارًا مناسبًا؛ لأن جونسون ذكرت في قصيدتها شيئًا عن طائر حبيس، وهذا ما يربط بين هذا الكتاب والكتاب الأول؛ الذي يستمد عنوانه من قصيدة للشاعر بول لورانس دنبار، بالإضافة لذلك، فإن كلا الكتابين يعكس مدى الوحدة والمعاناة النفسية التي عانت منهما أنجيلو خلال حياتها؛ ويختلف الطائر في قصيدة جونسون عن ذلك الذي في قصيدة دنبار في أن الأول يشير إلى أنثى السبب وراء عزلتها سبب جنسي وليس عرقي، وقد يشير الطائر الحبيس، أيضًا، إلى أنجيلو بعد فشل حياتها الزوجية، ولكن الكاتبة ماري جان ليبتون ترى أن "مايا أنجيلو التي نراها في قلب امرأة هي امرأة صلبة ولديها عزيمة قوية لا تقبل أن يقيد حريتها أي شئ."
في بداية أعمالها الأدبية تأثرت أنجيلو بالعديد من الكتاب الذكور مثل جيمس ويلدون جونسون، وبول لورانس دنبار، وشكسبير، ولكن المرة الأولى التي يقترن فيها اسم أنجيلو باسم كاتبة أمريكية أفريقية، كانت في كتاب قلب امرأة. ولطالما أعربت أنجيلو عن إعجابها وتقديرها للكاتبات الإناث مثل آن سبنسر، وجيسي فوسيت، ونيلا لارسن، وزورا نيل هستون؛ وجاء اختيار أنجيلو لعنوان هذا الكتاب اعترافًا باعتزازها بأصولها الأفريقية وبكونها امرأة سوداء البشرة.

## ملخص الأحداث

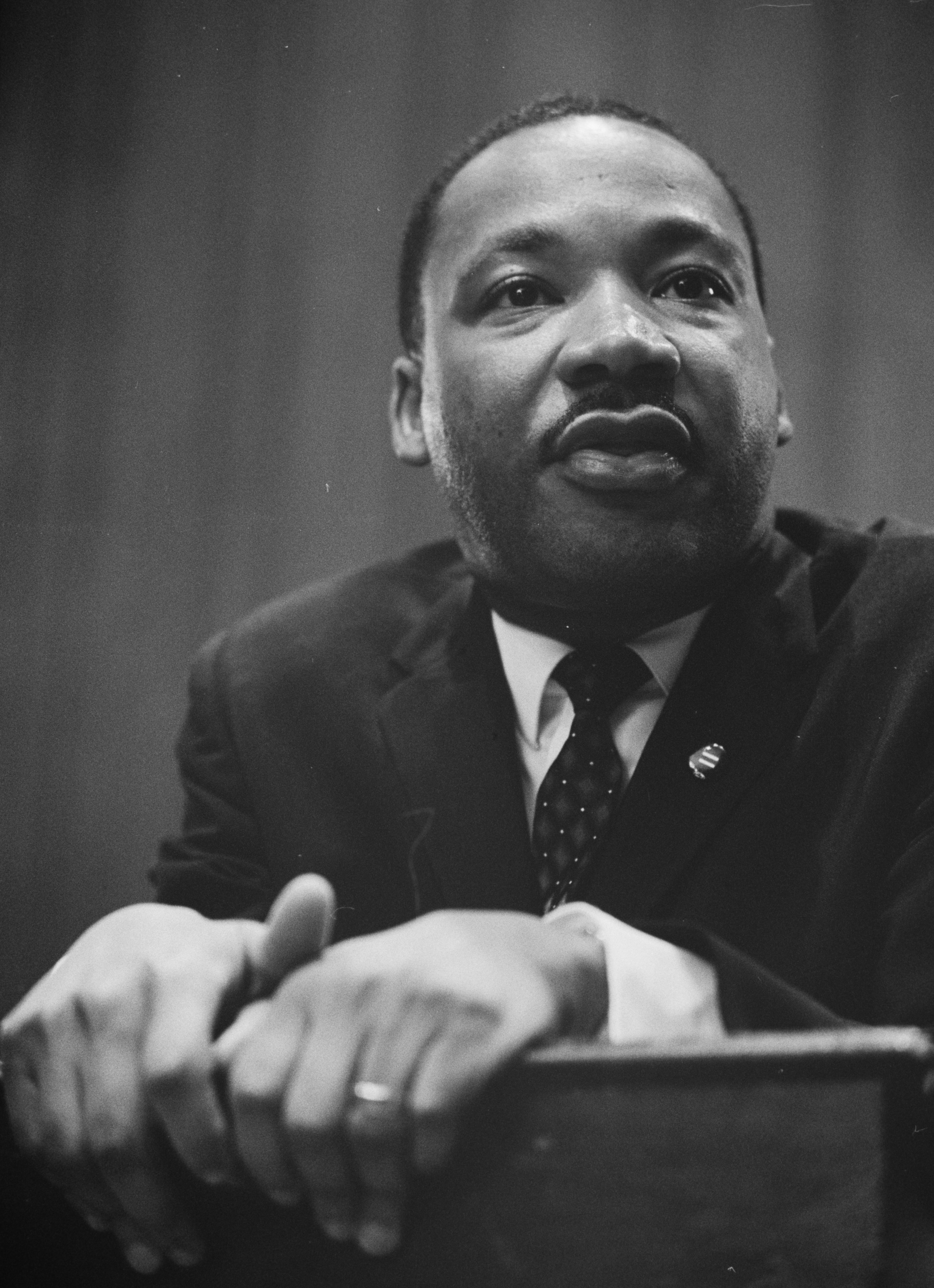
ذكرت أنجيلو الدور الذي قامت به في مؤتمر القيادة المسيحية الجنوبية الذي شكله مارتن لوثر كينج في كتاب '

تدور أحداث الكتاب بين عامي 1957 و1962، استكمالًا لسلسة الأحداث التي سردتها أنجيلو في كتابها السابق "غني، وتأرجح، وابق سعيدًا كما في عيد الميلاد" (Singin' and Swingin' and Gettin' Merry Like Christmas)، حيث تنتقل أنجلو مع ابنه المراهق جاي للعيش في أحد المنازل العائمة في مدينة ساوساليتو، وبعد سنة تنتقل لمنزل مستأجر قرب مدينة سان فرانسيسكو؛ عندما انتقلت أنجيلو إلى هناك، قامت المغنية بيلي هوليدي بزيارتها وغنت هوليدي أغنيتها المشهورة "الفاكهة الغريبة" (Strange Fruit)، التي تتحدث عن إعدام السود بدون محاكمة شرعية؛ وقد تنبأت هوليدي لأنجيلو بأنها "ستصبح مشهورة، ولكن ليس في مجال الغناء." في عام 1959، انتقلت أنجيلو وابنها إلى مدينة نيويورك؛ إلا أنهم واجهوا بعض المتاعب أثناء سفرهم، حتى أن أنجيلو اضطرت إلى مواجهة أحد زعماء العصابات للدفاع عن ابنها جاي. في تلك الأثناء لم تكن أنجيلو راضية عن تقديم العروض في الملاهي الليلية؛ لذلك كرست حياتها للتمثيل، وللكتابة، وللعمل السياسي، ولابنها. ولقد شجعها صديقها الروائي، جون كلينز على الانضمام لرابطة كُتاب هارلم (Harlem Writers Guild)، مما ساعدها على الالتقاء بالعديد من الكُتّاب والفنانين الأفريقين في أمريكا، وكان من بينهم جايمس بالدوين، الذي أصبح مرشدها الخاص فيما بعد.
خلال تلك الفترة بدأت أنجيلو نشاطها السياسي وشاركت في العديد من التجمعات الاحتجاجية للأفريقيين في أمريكا، كما أنها ساهمت في تنظيم اعتصام أمام مقر الأمم المتحدة، بعد مقتل باتريس لومومبا، رئيس وزراء زائير. ولقد التقت أنجيلو بمالكوم إكس ولفت انتباهها مظهره وجاذبيته، كما أنها استمعت لمارتن لوثر كينغ وتأثرت بكلامه؛ مما ألهمها هي وصديقها جودفري كامبريدج، الناشط السياسي، إلى تنظيم حملة ناجحة لجمع المساعدات المالية لصالح مؤتمر القيادة المسيحية الجنوبية، وقد عينها كينغ منسقة للمؤتمر في مدينة نيويورك. ومن ناحية أخرى، قامت أنجيلو بالتمثيل في مسرحية "السود" (The Blacks) للكاتب المسرحي جان جينيه، وشاركها الأداء كل من روسكو لي براون، وجيمس إيرل جونز، وسيسلي تايسون.
في عام 1961، التقت أنجيلو بفزومزي ماكيه، أحد المدافعين عن الحريات في جنوب أفريقيا؛ وعلى الرغم من عدم زواجهما رسميًا، ذهبت أنجيلو وابنها معه إلى لندن والقاهرة، كما لعبت دور زوجته السياسية أثناء وجوده في المنفى. ولقد واجهت علاقتهم العديد من الاختلافات الثقافية؛ فهو يريدها زوجة أفريقية مطيعة، وهي ترغب في حرية المرأة العاملة؛ بالإضافة لذلك، كان لدى ماكيه علاقات متعددة مع نساء أخريات، كما أنه كان مبذرًا؛ لذلك قبلت أنجيلو تولي منصب محررة مساعدة بمجلة "أرب أوبزرفير" (Arab Observer)، وقد حاول العديد من أصدقائهم إصلاح هذة العلاقة، ولكن انتهى الأمر بانفصال أنجيلو وماكيه. بعد ذلك سافرت أنجيلو مع ابنها إلى ليبريا للالتحاق بوظيفة ما؛ ثم اضطرت للسفر إلى أكرا من أجل أن يلتحق جاي بالجامعة، ولكنه أصيب إصابة بالغة بسبب تعرضه لحادث سيارة، فاضطرت أنجيلو للعمل في جامعة غانا، وأن تبقى في أكرا حتى يتعافى ابنها. وينتهي كتاب قلب امرأة بمشهد توديع أنجيلو لابنها قبل ذهابه للجامعة؛ وتعلق على ذلك قائلة «أخيرًا، أستطيع أن أستمتع بتناول الفرخة المشوية كلها بمفردي.»

## النوع الأدبي
سارت أنجيلو على نفس نمط كتابة السير الذاتية الذي اتبعه الكتاب الأفارقة في أمريكا؛ إلا أنها، وبداية من كتاب "أعرف لماذا يغرد الطائر الحبيس"، تحدت الأسلوب الشائع في كتابة السير الذاتية، عن طريق النقد، والتغيير، ومحاولة توسيع هذا النوع الأدبي، وقد صرحت أنجيلو، عام 1989، أنها الكاتبة الوحيدة التي أرادت أن تجعل من كتابة السير الذاتية وسيلة حقيقية للتعبير عن الذات، ولكنها لم تُشِر إلى قصة حياة شخص بعينه بل تحدثت بصفة عامة. ولقد كتب الباحث سلوين كودجو أن أنجيلو قدمت نموذجًا يحتذى به في كتابة السير الذاتية؛ لأن كتاباتها لا تعبر عن حياة شخص واحد؛ بل تشير إلى حياة مجموعة كبيرة من البشر، لكن أنجيلو استخدمت الكثير من تقنيات الرواية مثل الحوار والتشخيص وتطور الفكرة؛ مما دفع النقاد إلى تصنيف كتبها ضمن السير الذاتية الروائية.
تتفق جميع السير الذاتية لمايا أنجيلو مع التقاليد الأساسية لكتابة فن السيَر؛ فقد كتبها شخص واحد، كما أنها تتبع تسلسلًا زمنيًا وتضم العديد من الشخصيات، والأفكار، والتقنيات الفنية. في عام 1983 أجرت أنجيلو لقاءً صحفيًا مع الناقدة الأدبية كلوديا تات ووصفت أنجيلو كُتبها بأنها ترجمة لحياتها الشخصية كما أضافت أنها عمدت إلى استخدام أسلوب الذي يستخدمه العبيد؛ حيث يستخدمون ضمير المتكلم المفرد، بدلًا من ضمير المتكلم الجمع، عند الكلام عن الجمع؛ فدائمًا يقولون «أنا» عندما يقصدون «نحن». وقد قارنت ليبتون بين هذا الكتاب وبين سير ذاتية أخرى وصرحت أنه لأول مرة في سلسلة أنجيلو استطاعت هذة الأخيرة أن تقدم حياتها كنموذج يحتذى به لحياة ناجحة؛ "قلب أنجيلو— من منظور كونها امرأة حريصة على احترامها لذاتها وعلى علاقاتها مع أحبائها وابنها— هو ما جعل سيرها الذاتية مختلفة عن باقي السير". إن مشاعر أنجيلو الصادقة التي وضعتها في هذا الكتاب، الذي تصفه ليبتون بأنه «أكثر كتب أنجيلو تعمقًا»، هي ما يعطي للكتاب معنًا وشكلًا.

## الأسلوب

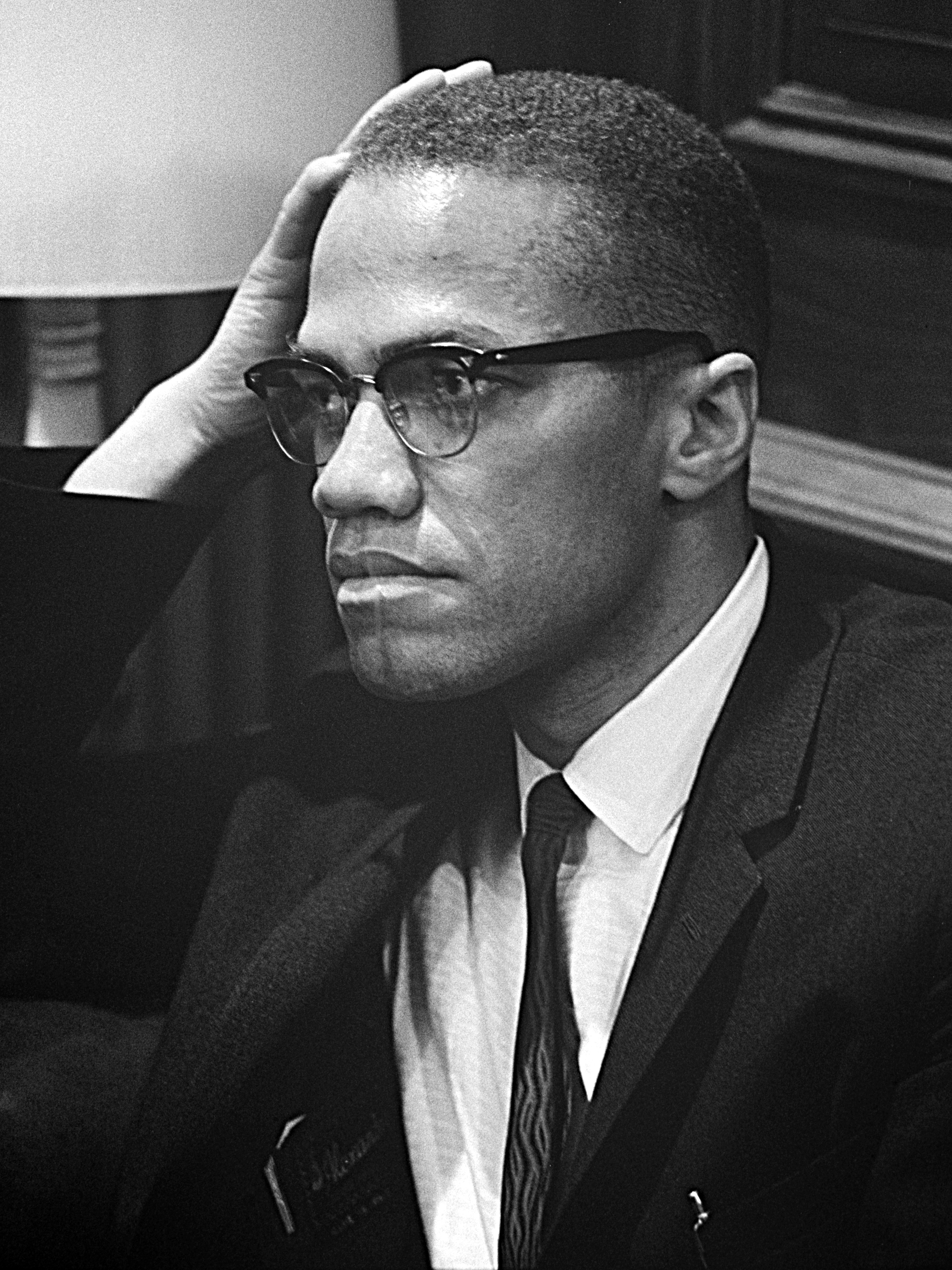
وصفت أنجيلو انطباعها عن مالكوم إكس (مارس 1964) في كتابها.

بدأ ظهور أسلوب أنجيلو الخاص مع ظهور كتاب قلب امرأة، الذي تجاوز العديد من التقاليد الأدبية الراسخة كوجود حوار ومشاهد درامية أقل. يتميز هذا الكتاب عن سابقيه استطاعت أنجيلو تسوية صراعها الداخلي بين واجباتها كأم ونجاحها كعارضة.
برعت أنجيلو في رسم العديد من المشاهد الانطباعية للحديث عن معارفها وأصدقائها المقربين، ويعد بيلي هوليداي ومالكوم إكس من أهم من تحدثت عنهم أنجيلو في هذا الكتاب، كما تحدثت أنجيلو عن العديد من الأشخاص الذين كانوا على علاقة وثيقة بها مثل فوسومكي ميك. وأضاف الناقد الأدبي هاجن «في بداية الثمانينيات كان الحديث بصراحة عن العلاقات حتميًا لضمان نجاح أي كتاب تجاريًا»، إلا أن أنجيلو كانت تحترم عدم تعدد الزيجات، والإخلاص، والالتزام في العلاقات.
وصفت أنجيلو الحادث الذي تعرض له ابنها بالتفصيل في هذا الكتاب وفي بداية كتابها التالي، جميع أبناء الله يحتاجون لأحذية سفر، هذة التقنية توحد وتربط بين الكتابين؛ مما يخلق رابطًا شعوريًا قويًا بينهما. نهاية هذا الكتاب يملؤها الأمل في المستقبل حيث يحصل الابن على استقلاله وتتطلع هي لحريتها واستقلالها. يُعلق هاجن على ذلك قائلًا «استطاع كتاب قلب امرأة أن يصل بشخصياته الرئيسية إلى حالة من الاكتمال الإنساني؛ وذلك بفضل تنوع الأفكار وتسلسلها ما بين فكرة البقاء، وتقدير الذات إلى أهمية التعليم المستمر.»

## الملاحظات
1. ↑  It was Angelou's early practice to alternate a prose volume with a poetry volume.[5]
2. ↑   Mayfield called Angelou's first autobiography, I Know Why the Caged Bird Sings, "a work of art that eludes description".[6]
3. ↑  See Angelou (1981), p. 55.
4. ↑  According to scholar Lyman B. Hagen, Angelou's friend Julian Mayfield writes a fictionalized account of Angelou's relationship with Make, which Angelou never condemned.[21]